# 맹주억
맹주억(孟柱億, 1956년 9월 6일 ~ )은 의 대한민국의 한국외국어대학교 중국어대학 중국학부 교수이다. 

## 학력
- 한국외국어대학교 중국어과 졸업
- 한국외국어대학교 중국어과 졸업
- 한국외국어대학교 동시통역대학원 중국어과 졸업(문학석사)
- 홍콩 중문(中文)대학 아주과정부 연수
- 한국외국어대학교 대학원 중국어과 졸업(문학박사)

## 경력
- 한국외국어대학교 중국어대학 중국언어문화학부 학부장
- 제4대 한국외국어대학교 중국어대학 학장
- 한국외국어대학교 중국어대학 중국언어문화학부 교수
- 한국외국어대학교 중국어대학 중국학부 교수
- 홍콩 중문(中文)대학 아주과정부 연수
- 한국외국어대학교 대학원 중국어과 졸업(문학박사)
- 경기대학교 중문과 부교수
- EBS 교육방송 TV중국어회화 강좌 담당(1993년 9월∼1999년 2월)
- 한국외국어대학교 중국어과 교수(현)
- 한국외국어대학교 번역대학원 한중번역과 교수(현)
- 중국어 국정교과서 집필책임자(현)
- 한국 외국어교육학회 부회장(현)
- 세계한어교학학회 상무이사(현)
- 한국 중국언어학회 부회장(현)